# 보스니아 헤르체고비나 국립박물관
보스니아 헤르체고비나 국립박물관(보스니아어: Zemaljski muzej Bosne i Hercegovine)은 보스니아 헤르체고비나 사라예보에 소재한 국립박물관이다. 이 박물관은 1850년경에 구상되어 1888년에 설립되었다. 이 박물관에는 162,000권의 도서가 있는 도서관도 있다.